# Jijiga
Jijiga (Djidjiga), é uma cidade no leste da Etiópia, é a capital da província de Somali.